# 小行星2715
小行星2715（2715 Mielikki）是一颗围绕太阳公转的小行星。1938年10月22日，爾約·維薩拉在图尔库发现了此天体。
該小行星以芬蘭神話的森林女神米耶莉基命名。
这颗小行星的绝对星等为144.0696545770493等。